# Planeta wygnania
Planeta wygnania (tyt. oryg. Planet of Exile) – powieść science fiction z elementami fantasy amerykańskiej pisarki Ursuli K. Le Guin. Powieść, wchodząca w skład cyklu Ekumeny, została opublikowana w 1966 r. przez wydawnictwo Ace Books. Polską edycję wydał Amber w 1990 r., w tłumaczeniu Juliusza P. Szeniawskiego.

## Fabuła
Spadkobiercy kultury ziemskiej od sześciuset ziemskich lat żyją na niegościnnej planecie Werel, po pozostawieniu ich przez macierzysty statek kosmiczny, zaatakowany przez wrogów. Powoli tracą wiedzę swoich przodków, coraz bardziej upodabniając się do inteligentnych, ale nieucywilizowanych tubylców. Zbliżająca się sroga zima, która na tej planecie trwa kilkadziesiąt lat, jednoczy przeciwników przeciwko wspólnemu wrogowi – rasie prymitywnych koczowników.
Planeta wygnania tworzy trylogię z powieściami: Świat Rocannona i Miasto złudzeń.